# 乔瓦尼·兰弗兰科 (排球运动员)
乔瓦尼·兰弗兰科（義大利語：Giovanni Lanfranco，1956年5月9日—），意大利前男子排球运动员。他曾代表意大利参加1976年、1980年和1984年夏季奥林匹克运动会排球比赛，其中1984年奥运会收获一枚铜牌。